# Notiobiella gloriosa
Notiobiella gloriosa är en insektsart som beskrevs av Navás 1933. Notiobiella gloriosa ingår i släktet Notiobiella och familjen florsländor. Inga underarter finns listade i Catalogue of Life.